# 汤小铭
汤小铭（1939年8月—2022年12月24日），男，祖籍广西灵川，生于广西桂林，中国油画家，曾任中国美术家协会理事，广东省美术家协会主席。